# Bloodfist VI: Livello zero
Bloodfist VI: Livello zero (Bloodfist VI: Ground Zero) è un film del 1995 diretto da Rick Jacobson. È il sesto film della serie seguito da Bloodfist VII: Caccia all'uomo sempre del 1995.

## Trama
Il corriere dell'Air Force Nick Corrigan viene inviato per consegnare un messaggio a una base di missili nucleari nel Midwest. A sua insaputa, una banda di terroristi ha preso il controllo della base nella speranza di lanciare missili in tutte le più grandi città statunitensi. In preda al panico, rinchiudono Nick nella base, pensando di impedirgli di interferire con i loro piani.